# 潘永兴
潘永兴（1960年—），山东招远人，汉族，中华人民共和国政治人物、第十二届全国人民代表大会吉林地区代表。
毕业于东北师范大学教育科学学院教育学原理专业，加入中国共产党。2013年，被选为全国人大代表。